# Sanktionsavgift
Sanktionsavgift är en särskild avgift som kan påföras vid lindrigare brott eller överträdelse av bestämmelse eller vid underlåtenhet att följa föreskrift i lag eller förordning eller enligt EU-bestämmelser.
En sanktionsavgift är en ekonomisk sanktion som åläggs en fysisk eller juridisk person på grund av ett rättsstridigt beteende.
Sanktionsavgifter kan vara repressiva och/eller vinstbegränsade.
För att fastställa sanktionsavgifter används ofta schabloner. Det är endera tillsynsmyndigheten eller en domstol som beslutar om sanktionsavgift. Ansvaret är vanligtvis något som påminner om det civilrättsliga begreppet strikt ansvar. Detta är dock det förvaltningsrättsliga området, och det krävs inte att en specifik person betett sig rättsstridigt. Sanktionsavgiftsföreläggande kan därmed utfärdas när ett regelbrott objektivt kan konstateras. Sanktionsavgiften tillfaller staten.
Beloppens storlek varierar kraftigt, bland annat beroende på förhållandena inom olika områden.
Avgiften kan användas vid sidan av eller i stället för skadestånd,
vite, böter och förverkande. Det viktigaste skälet för sanktionsavgifter är att lagstiftaren velat öka efterlevnaden av reglerna inom särskilda områden. Sanktionsavgifter har ofta förmodats föra med sig en effektivisering eftersom de anses erbjuda en snabb, enkel och billig lösning på de problem som beivrandet av regelbrott utgör.
Strikt ansvar bör i princip förutsätta att avgiftsskyldigheten riktar sig mot personer och företag som måste antas ha inte bara ingående kännedom om föreskrifternas innehåll utan även särskild anledning att vaka över att de inte överträds.
Avgiftsregler riktas i första hand mot juridiska personer.
I viss utsträckning kan överlåtas åt administrativa myndigheter som är verksamma på området att besluta om avgift. I vissa fall när avgiftsskyldigheten avgörs beroende om överträdelsen skett av uppsåt eller oaktsamhet är det lämpligt att överlåta prövningen till domstol. 
Sanktionsavgift ska ses som ett komplement till och ersättning för straffrättsliga påföljder och är närmast att jämföra med böter .

## Sanktionsavgift enligt svensk rätt

### Byggsanktionsavgift
Byggsanktionsavgift enligt plan- och  bygglagen tas ut exempelvis av den som bygger utan att ha sökt bygglov eller utan startbesked. Vid lagändringen 2011 ersatte byggsanktionsavgiften de tidigare sanktionsavgifterna byggnadsavgift, tilläggsavgift och särskild avgift.

### Miljösanktionsavgift
(Huvudartikel se Miljösanktionsavgift)
Miljösanktionsavgift, ska betalas av en näringsidkare
om denne vid bedrivandet av näringsverksamhet åsidosätter bland annat föreskrifter som har meddelats med stöd av miljöbalken.
Miljösanktionsavgift ska tas ut även om överträdelsen inte har skett uppsåtligen eller av oaktsamhet. Avgift skall dock inte tas ut om det är uppenbart oskäligt enligt 30 kap. 1 § MB.

### Sanktionsavgift enligt fiskelagen (1993:787)
Den som bedriver yrkesmässigt fiske eller annars fiske i näringsverksamhet ska betala en sanktionsavgift om denne bryter mot lag eller föreskrifter eller EG-förordningar. Avgiften ska uppgå till minst 1 000 kronor och högst 30 000 kronor.
Sanktionsavgift ska tas ut även om överträdelsen inte har skett uppsåtligen eller av oaktsamhet.
Havs- och vattenmyndigheten beslutar om sanktionsavgift. 
Innan sanktionsavgift åläggs någon ska han eller hon ges tillfälle att yttra sig.
En sanktionsavgift får beslutas bara om den som anspråket riktas mot har getts tillfälle att yttra sig inom två år från det att förutsättningarna att besluta om avgift har uppfyllts.
Havs- och vattenmyndighetens beslut i enskilda fall får överklagas hos allmän förvaltningsdomstol. 
Prövningstillstånd krävs vid överklagande till kammarrätt.

### Sanktionsavgift enligt produktsäkerhetslagen
Produktsäkerhetslagen (2004:451) syftar till att säkerställa att varor och tjänster som tillhandahålls konsumenter inte orsakar skada på person.
En näringsidkare ska enligt lagen åläggas att betala en sanktionsavgift om denne eller någon som handlar på näringsidkarens vägnar uppsåtligen eller av oaktsamhet brutit mot vissa bestämmelser i lagen eller föreskrifter som meddelats med stöd av lagen enligt 37 §.  Sanktionsavgift kan komma ifråga för bland annat överträdelser av bestämmelser om säkerhets- och varningsinformation eller föreskrifter om förbud att tillhandahålla och exportera en viss typ av vara.
Sanktionsavgiften ska fastställas till lägst fem tusen och högst fem miljoner kr. Avgiften får inte överstiga tio procent av näringsidkarens årsomsättning enligt 40 §.
När sanktionsavgift fastställs ska särskild hänsyn tas till hur allvarlig överträdelsen är och betydelsen av den bestämmelse som överträdelsen avser.
En tillsynsmyndighets beslut kan i vissa fall överklagas hos allmän förvaltningsdomstol.

### Sanktionsavgift påförd av Transportstyrelsen (SFS 2004:865)
Transportstyrelsen utfärdar avgiften bland annat med stöd i SFS 2004:865 kap. 9 8 § då chaufförer från ett åkeri har brutit mot kör- och vilotider med mera (EEG) nr 3821/85 eller (EG) nr 561/2006. 
I skrivande stund har rättskipningen dock ännu inte hunnit ta ställning till om Transportstyrelsens tillämpning äger laga kraft eller inte. 
Förvaltningsrätten i Falun är behörig instans för alla landets överklaganden.
Transportstyrelsens för tillfället gällande tillämpning är mycket juridiskt kontroversiell då sanktionsavgift utfärdas för de arbetsgivare vars chaufförer har brutit mot kör- och vilotiderna. Sanktionsavgift får dock endast utfärdas om arbetsgivaren inte har gjort vad som ankommit på denna att göra för att hindra överträdelsen. Det senare utreds dock mycket sällan, eftersom underlaget för sanktionsavgiften oftast har varit objektivt konstaterade överträdelser som uppdagats av poliser vid vägkontroll. 
Ytterligare ett juridiskt problem som ännu inte prövats är huruvida Transportstyrelsens egentliga tillsynsmetod i stället borde vara företagskontroller, snarare än blanko-sanktioner av myndigheten utfärdade utan någon egen utredning. Se 2006/22/EG  samt PM Beatrice Gellerbrant. 

### Skattetillägg
Se artikel Skattetillägg.

### Överlastavgift
Överlastavgift tas ut om
1. en lastbil, som inte är en EG-mobilkran,
2. en buss,
3. en tung terrängvagn, som är konstruerad för en högsta hastighet som överstiger 30 kilometer i timmen, eller
4. en släpvagn, som dras av en bil, en tung terrängvagn, som är konstruerad för en högsta hastighet som överstiger 30 kilometer i timmen, eller av ett motorredskap klass I

framförs på väg med högre axeltryck, boggitryck, trippelaxeltryck eller bruttovikt än som är tillåtet för fordonet, fordonståget eller vägen enligt 1 § lagen (1972:435) om överlastavgift.

### Övrigt
Sanktionsavgiftsutredningen (Sanku) har haft i uppdrag att göra en översyn av sanktionsbestämmelserna i djurskydds-, foder- och livsmedelslagarna. Utredningen har slutförts och redovisats i Sanktionsavgift i stället för straff
– områdena livsmedel, foder och djurskydd (SOU 2006:58).
Utredningen har inte resulterat i lagstiftning.